# (9004) Peekaydee
(9004) Peekaydee est un astéroïde de la ceinture principale.

## Description
(9004) Peekaydee est un astéroïde de la ceinture principale. Il fut découvert le 22 octobre 1982 à Kitt Peak par Gregory Scott Aldering (en). Il présente une orbite caractérisée par un demi-grand axe de 3,20 UA, une excentricité de 0,15 et une inclinaison de 21,7° par rapport à l'écliptique.
Il est nommé d'après l'écrivain de science-fiction Philip K. Dick dont les trois initiales épelées en anglais se prononcent Pee-Kay-Dee.